# Eppe-Sauvage
Eppe-Sauvage település Franciaországban, Nord megyében. Lakosainak száma 229 fő (2022. január 1.). Eppe-Sauvage Clairfayts, Trélon, Willies, Moustier-en-Fagne, Sivry-Rance és Chimay községekkel határos.

## Népesség
A település népességének változása:
| Lakosok száma | 269  | 271  | 279  | 267  | 257  | 248  | 243  | 234  | 229  |
|               | 2013 | 2015 | 2016 | 2017 | 2018 | 2019 | 2020 | 2021 | 2022 |